# Moonrise Kingdom
Moonrise Kingdom is een onafhankelijke film uit 2012 onder regie van Wes Anderson, geschreven door Anderson en Roman Coppola.
Er werd gefilmd in Rhode Island van april tot 29 juni 2011.

## Verhaal
In 1965 lopen twee verliefde tieners (Kara Hayward, Jared Gilman) weg, waarna de sheriff (Bruce Willis) en de ouders van het meisje (Bill Murray, Frances McDormand) naar hen op zoek gaan. Het anders zo rustige eiland aan de Amerikaanse oostkust is dan in rep en roer. Ook een dreigende storm zet de gebeurtenissen op scherp.

## Rolverdeling
- Jared Gilman als Sam Shakusky
- Kara Hayward als Suzy Bishop
- Bruce Willis als Politieagent Sharp
- Edward Norton als Hopman Randy Ward
- Bill Murray als Walt Bishop
- Frances McDormand als Laura Bishop
- Tilda Swinton als Social Services
- Jason Schwartzman als Neef Ben
- Bob Balaban als Verteller
- Larry Pine als Mr. Billingsley
- Eric Chase Anderson als Secretary McIntire
- Harvey Keitel als Commandant Pierce

## Trivia
Tijdens de dansscène in de baai die de twee kinderen Moonrise Kingdom zullen dopen, spelen ze het lied Le Temps De l'Amour van Françoise Hardy op de platenspeler.